# Comté de Dodge (Wisconsin)
Pour les articles homonymes, voir Comté de Dodge.
Le comté de Dodge est l’un des  72 comtés de l'État du Wisconsin, aux États-Unis.

## Géographie
D'après le Bureau du recensement des États-Unis, le comté a une surface de 2 349 km² (907 mi²). Dont 2 285 km² (882 mi²) sont des terres et 64 km² (25 mi²) en surfaces aquatiques (lacs, rivières…).
La plus grande ville est Beaver Dam.

## Galerie

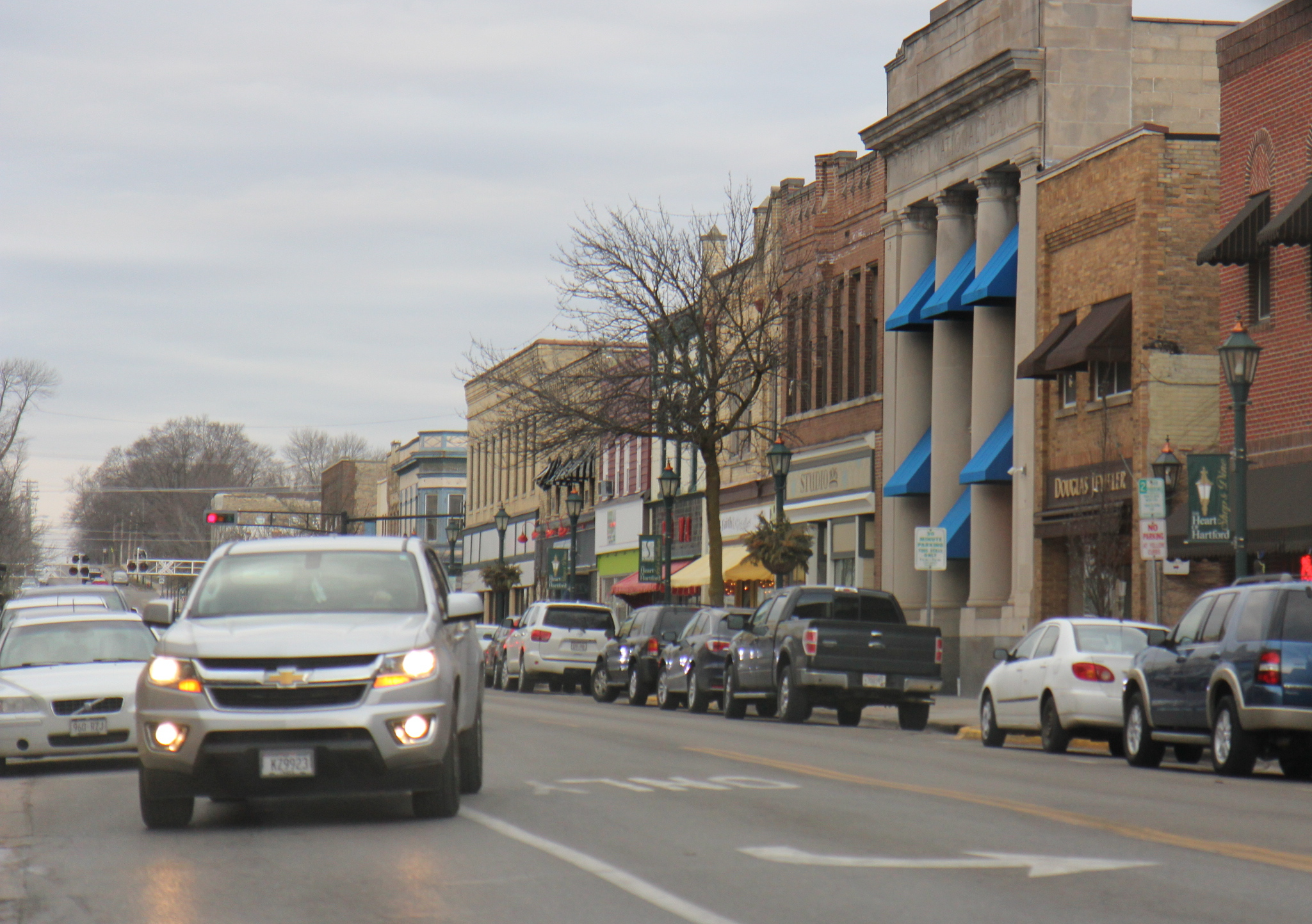
Hartford.
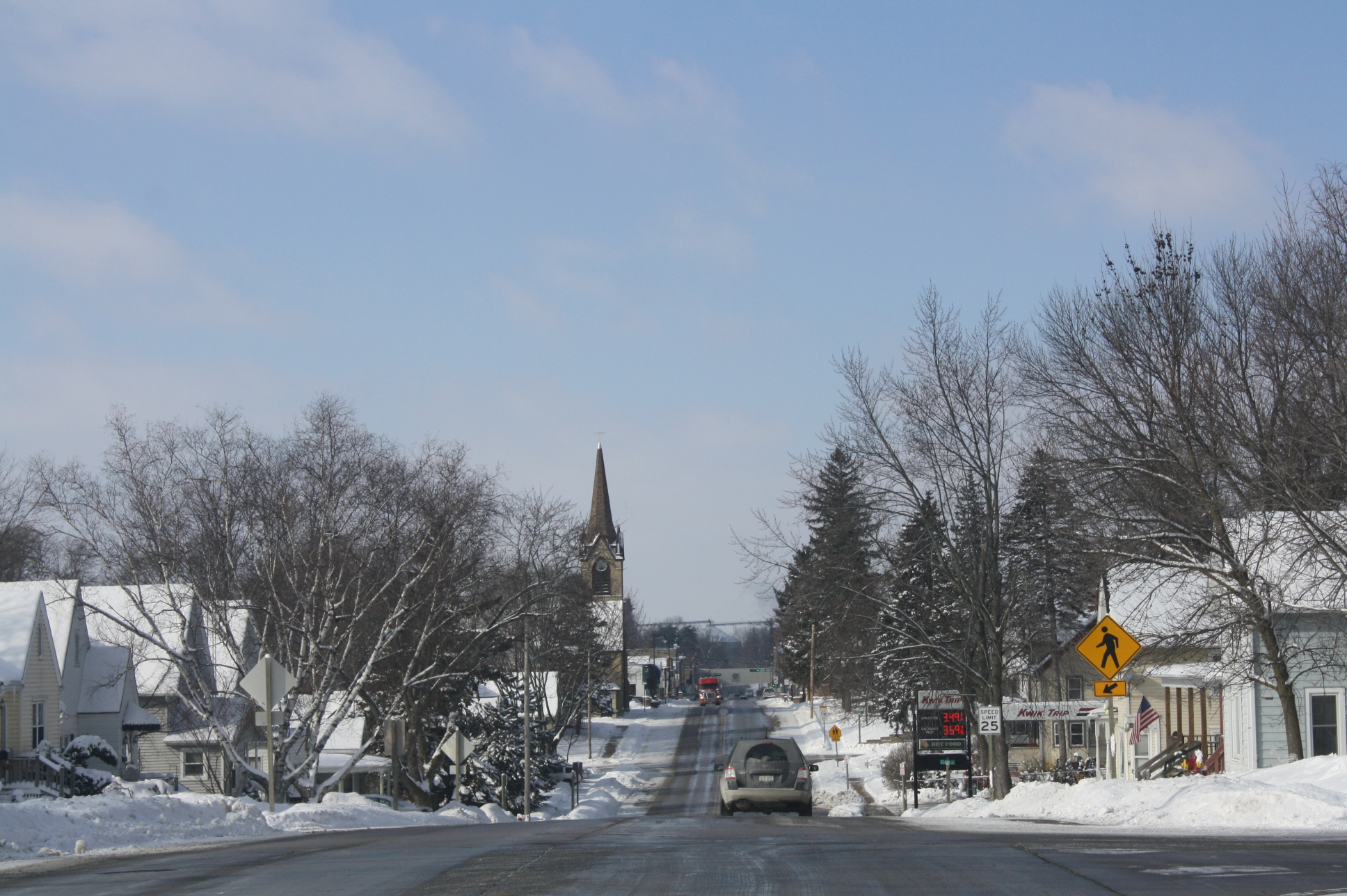
Centre-ville de Horicon.
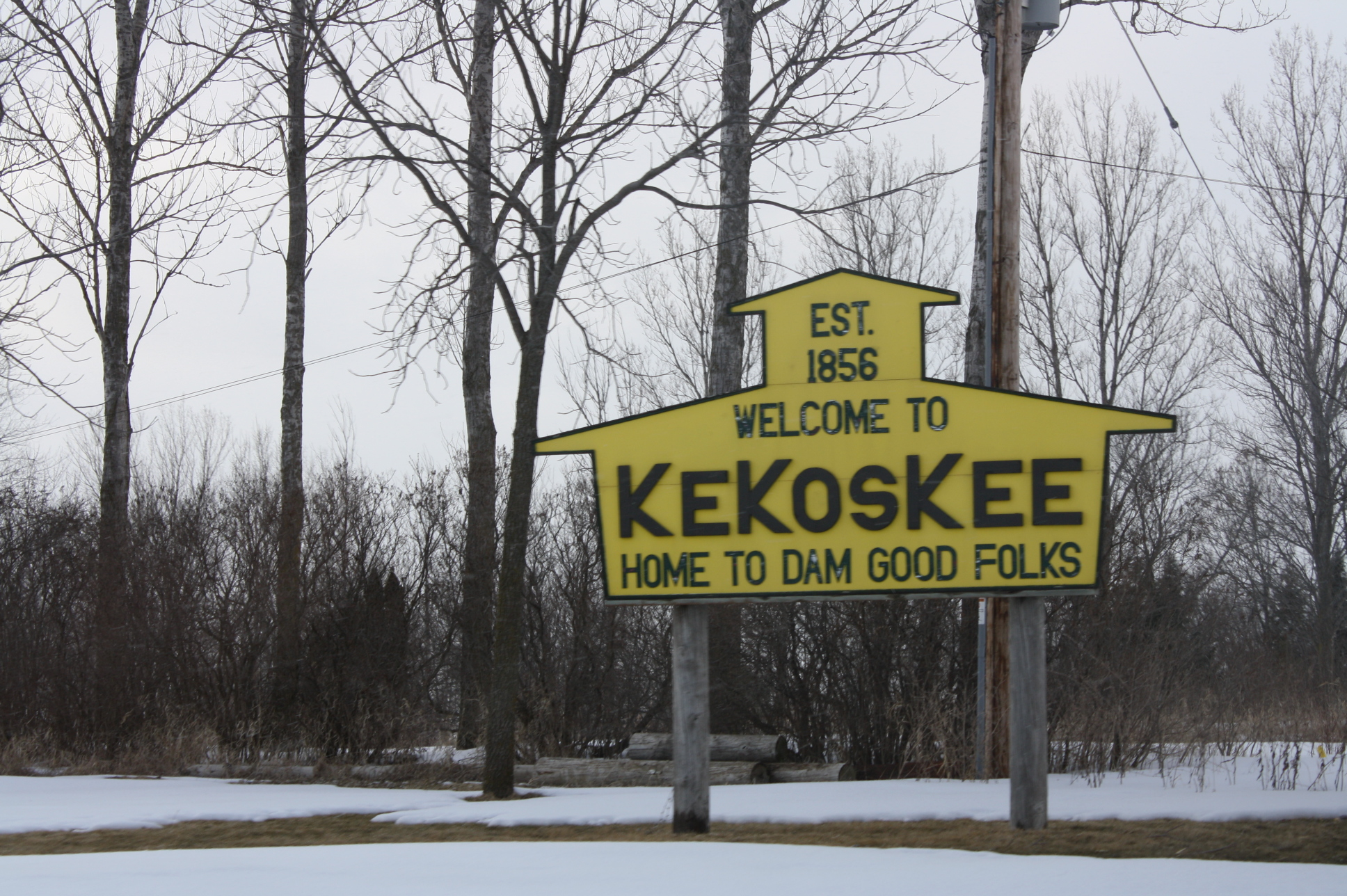
Panneau d'entrée de Kekoskee.
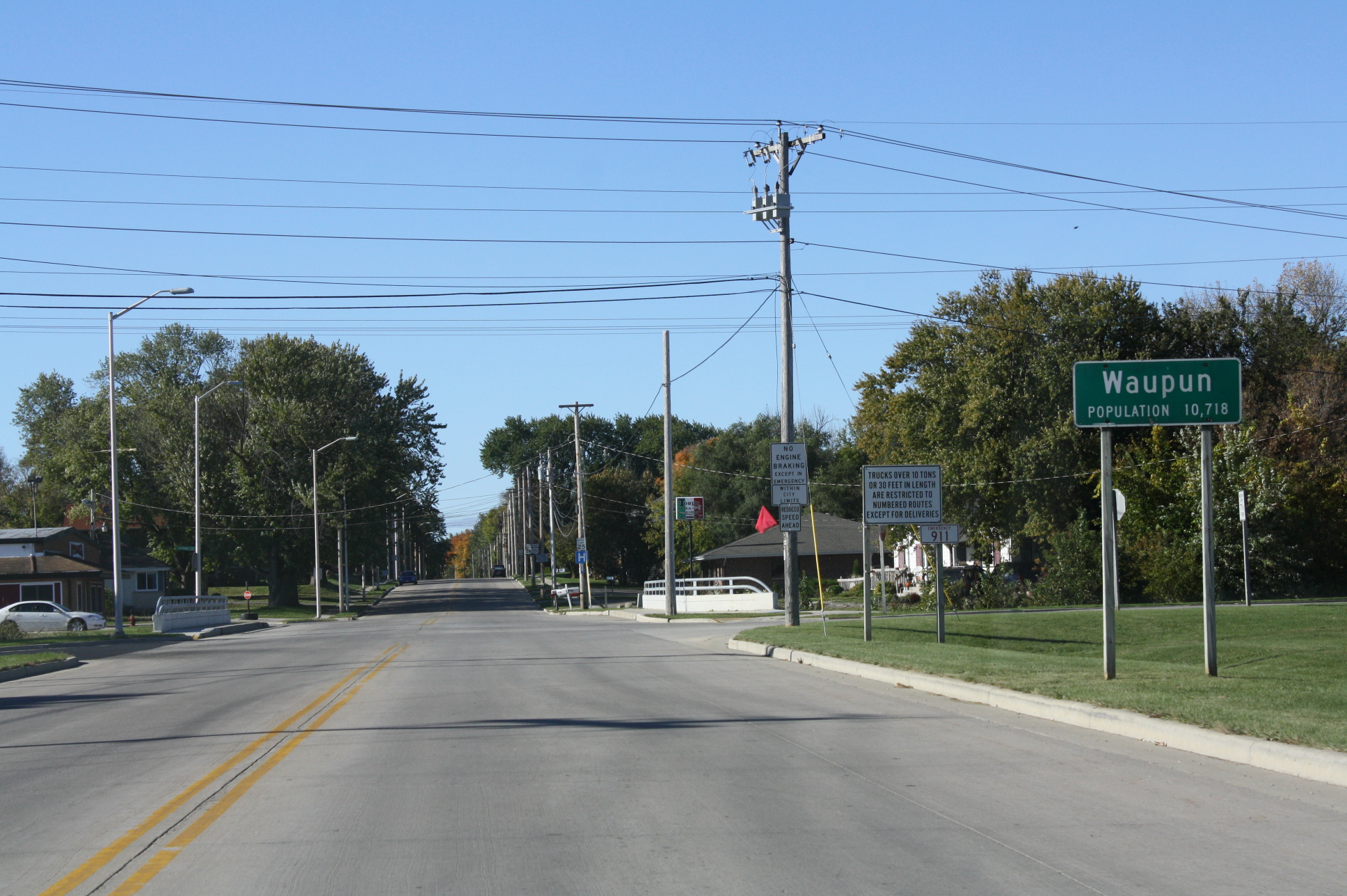
Arrivée à Waupun.